# Уммерштадт
Уммерштадт (нім. Ummerstadt) — місто в Німеччині, розташоване в землі Тюрингія. Входить до складу району Гільдбурггаузен. Складова частина об'єднання громад Гельдбургер-Унтерланд.
Площа — 15,70 км2. Населення становить 457 ос. (станом на 31 грудня 2021).

## Галерея

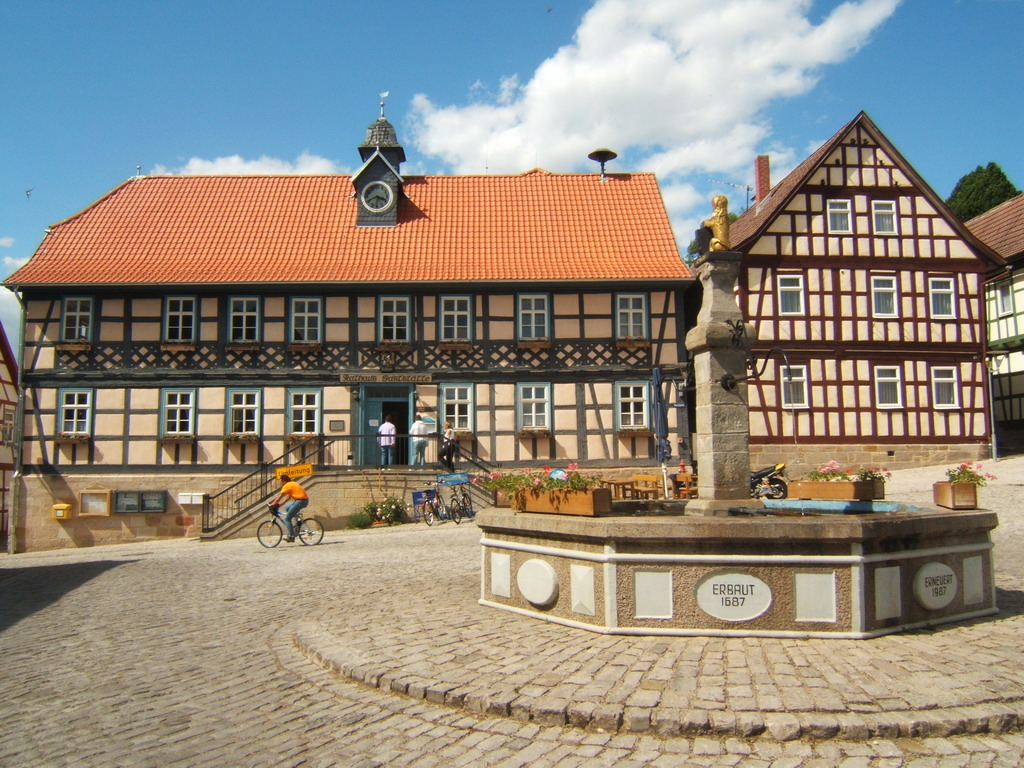
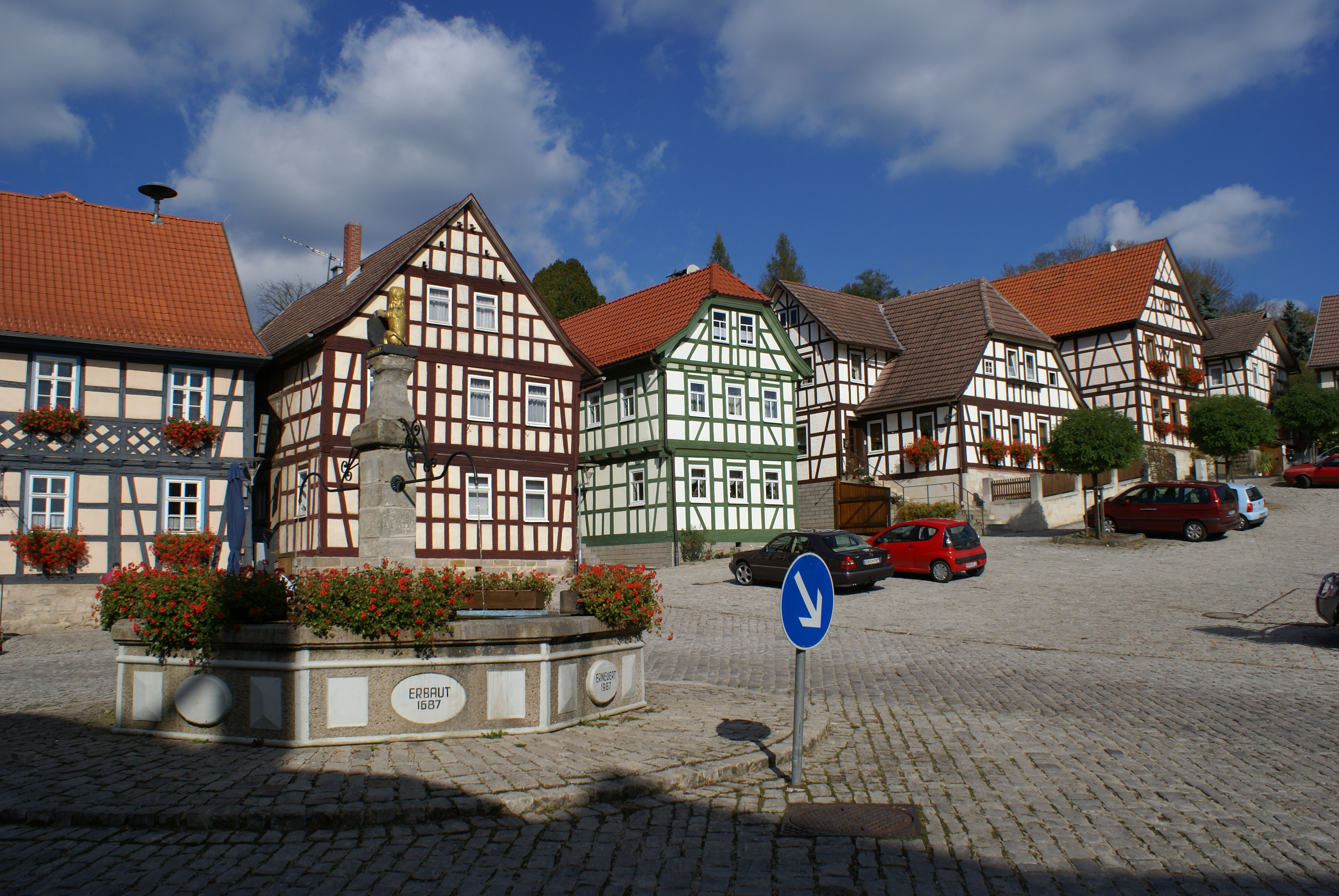
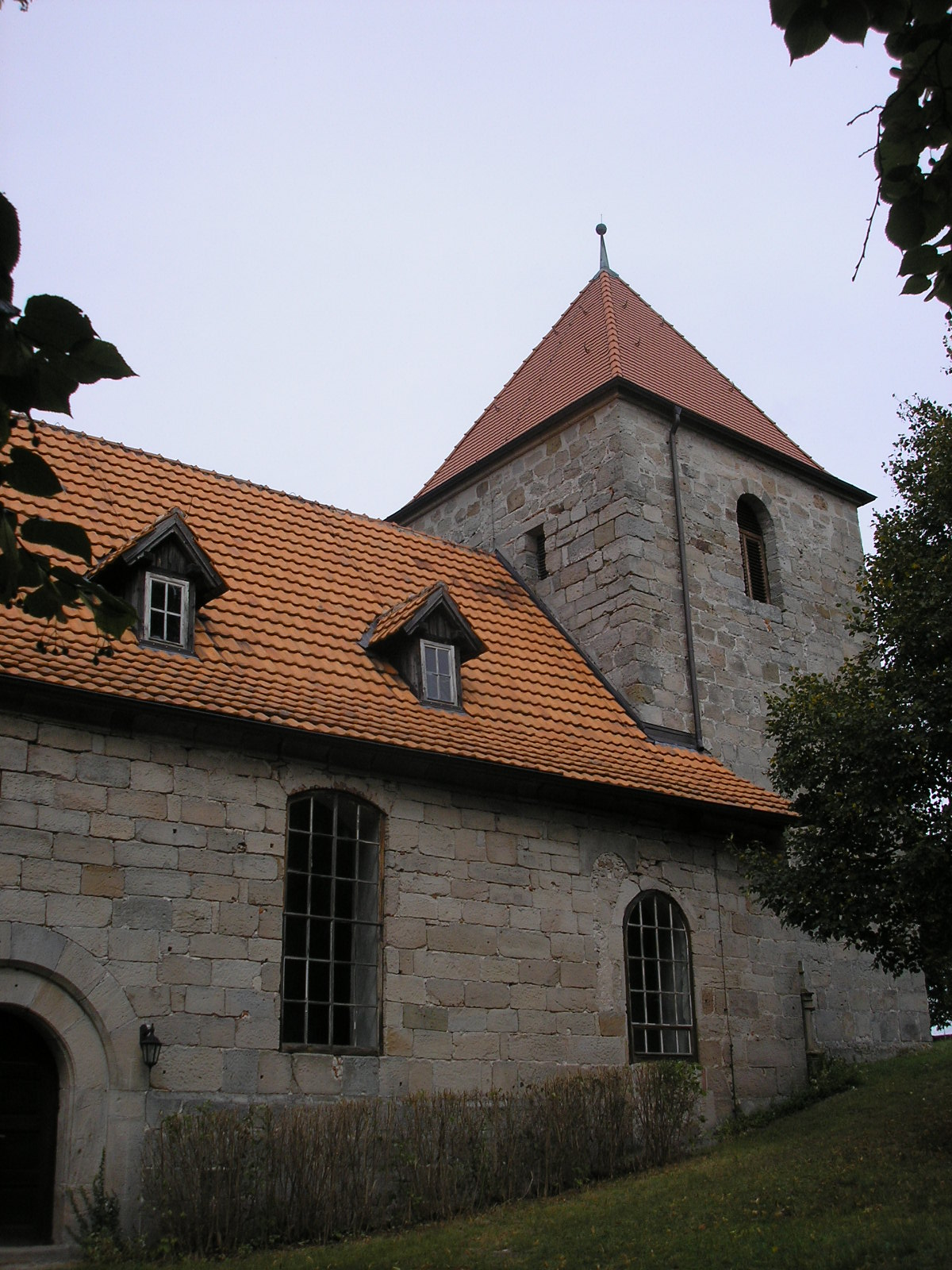
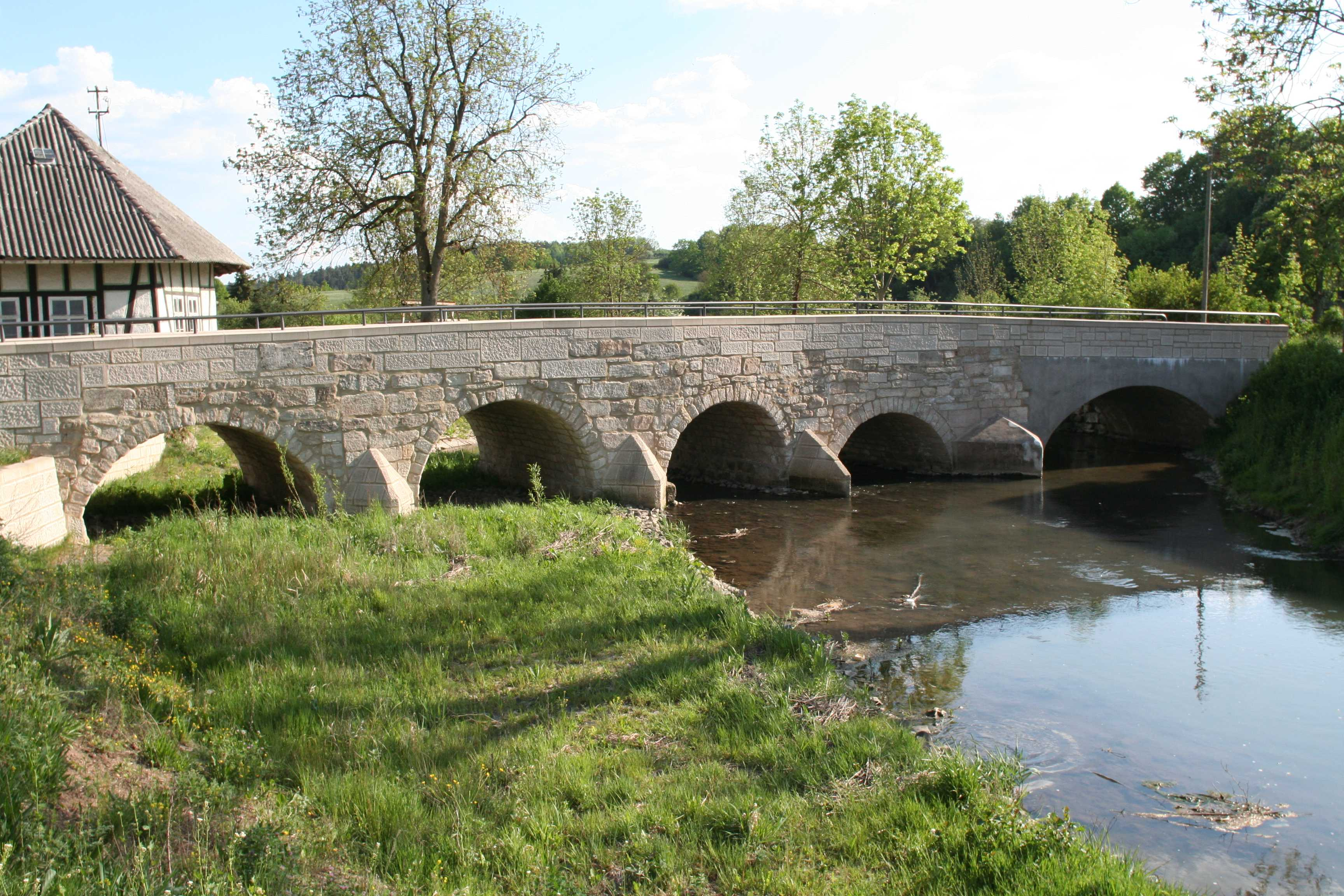